# چارلز گرودین
چارلز گرودین (انگلیسی: Charles Grodin؛ زادهٔ ۲۱ آوریل ۱۹۳۵ – درگذشتهٔ ۱۸ مهٔ ۲۰۲۱) هنرپیشه اهل ایالات متحده آمریکا بود. وی از سال ۱۹۵۴ تا ۲۰۱۷ میلادی مشغول فعالیت بود.
از فیلم‌هایی که وی در آن نقش داشته است، می‌توان به بچه رزماری، زن سرخ‌پوش، بهشت می‌تواند صبر کند، گریز نیمه‌شب، اکس، نوبت من است، مرد تنها، تو نمی‌تونی در عشق عجله کنی، مثل روزهای قدیم و کمدین اشاره کرد.